# Tiroteo de la iglesia San Jorge de Kizlyar de 2018
El 18 de febrero de 2018, un hombre armado con un cuchillo y un rifle de caza abrió fuego contra una multitud en la iglesia ortodoxa San Jorge en Kizlyar, matando a cinco mujeres e hiriendo a otras 5 personas, incluyendo dos policías y dos gravemente heridos. Fue tiroteado y asesinado por la policía de turno cercana al lugar del ataque.

## Ataque
El 18 de febrero de 2018, alrededor de las 16:30 (hora local), un hombre armado con un cuchillo y un rifle de caza grito "Allahu Akbar" y disparó contra un grupo de personas que salía de una misa en una iglesia ortodoxa de nombre "San Jorge" en la ciudad de Kizlyar, en la región rusa de Daguestán matando así a 5 personas e hiriendo a otra misma cantidad de personas, entre ellos 2 policías. El atacante fue abatido más tarde por la policía que estaba cercana al lugar del ataque.

## Autoría

### Atacante
El hombre fue identificado como Khalil Khalilov, un residente local de 22 años de edad. Por el momento se investiga un posible vínculo de este con grupos extremistas.

### Estado Islámico
El mismo día del ataque, el grupo yihadista Estado Islámico reivindicó el atentado diciendo que uno de sus "soldados" lo había perpetrado pero no mostró pruebas. Además, dijo que a Khalil Khalilov lo nombraban Khalil al-Dagestani. Más tarde el Estado Islámico publicó un vídeo en el que supuestamente se veía a Khalil Khalilov jurando lealtad al líder de la banda terrorista, Abu Bakr al-Baghdadi.

## Reacciones

### Rusia
El presidente ruso Vladímir Putin condenó el hecho y dijo que se abriría una investigación para esclarecer los hechos. Asimismo, mostró sus condolencias y solidaridad a los familiares de las víctimas.

### Internacional
- Irán: El Ministerio de Exteriores de Irán condenó el atentado. El vocero de la cancillería, Bahram Qasemi, también ofreció condolencias a la nación y el gobierno de la República de Daguestán, en particular, a las familias de las víctimas del ataque terrorista.
- Venezuela: El presidente Nicolás Maduro condenó el atentado llamándolo lamentable.[7]